# História dos Estados Unidos (1964–1991)
A história dos Estados Unidos entre 1964 e 1991 é marcado primariamente por dois eventos: pela continuidade e fortalecimento dos movimentos dos direitos civis e do feminismo, onde afro-americanos e mulheres passaram a lutar pelos seus direitos na sociedade americana; e pela continuação e termo da Guerra Fria, entre os Estados Unidos e a União Soviética.
Durante este período, a influência e o número de intervenções dos Estados Unidos em eventos internacionais aumentou drasticamente, fazendo com que em diversos países um sentimento antiamericano surgisse e se desenvolvesse. Este aumento da influência e da política de intervencionismo americano em assuntos e eventos internacionais também é uma das causas do surgimento de organizações terroristas, que passaram a atacar cada vez mais alvos americanos.
Economicamente, a era de prosperidade e de grande crescimento econômico, que caracterizou o período 1945-1964, terminara. A era 1964-1991 foi marcado por diversas recessões econômicas, que intercalaram-se com alguns períodos de grande crescimento econômico. O país também passou a sofrer com a concorrência de outros países, tais como o Japão ou os países da União Europeia - tanto no mercado internacional quanto no próprio mercado doméstico.
Demograficamente, o período 1964-1991 é marcado pela queda da imigração de europeus nos Estados Unidos, e pelo início da grande imigração de hispânicos e de asiáticos, que passaram a causar grandes mudanças na demografia do país. Este período também é marcado pelo início do grande crescimento populacional do Sun Belt, que compreende todos os Estados do sul do país. Tanto a imigração hispânico e asiática quanto o crescimento populacional do Sun Belt continuam até os dias atuais.

## Direitos civis
O assassinato do Presidente John F. Kennedy em novembro de 1963 mudou o ambiente político do país. O novo Presidente do país, Lyndon B. Johnson, capitalizou-se nesta situação, usando uma combinação da situação política no país e sua própria determinação política para continuar com a agenda de Kennedy; mais notavelmente, o Ato dos Direitos Civis de 1964.
O Ato teve um impacto imediato. Após meses da aprovação do Ato em 6 de agosto de 1965, mais de 250 mil afro-americanos registraram-se como eleitores. Em quatro anos, o número de eleitores registrados no Sul do país havia dobrado. Em 1965, o Mississippi tinha a maior percentagem de afro-americanos que votaram em eleições, de 74%, e liderou o país no número de líderes afro-americanos eleitos. Em 1969, esta percentagem era de 92,1% no Tennessee. 77,9% no Arkansas e de 73,1% no Texas.

## Eleições presidenciais de 1964

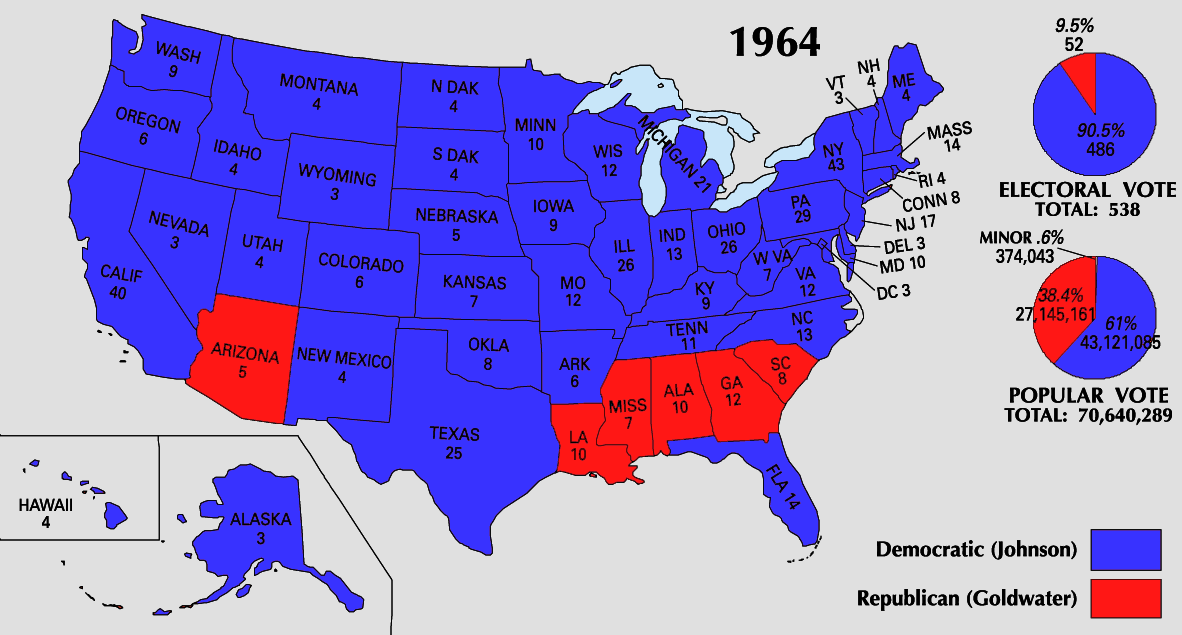
Colégio eleitoral americano nas eleições presidenciais americanas de 1964.

Nas eleições presidenciais americanas de 1964, o democrata Lyndon Johnson posicionou-se como um político moderado, em contraste ao seu principal oponente, o republicano Barry Goldwater, que durante a campanha eleitoral posicionara-se como um extremista. A campanha eleitoral das eleições de 1964 são famosas pela propaganda da "Pequena Menina Margarida", que mostrava uma pequena menina coletando pétalas de uma margarida em um campo, contando as pétalas, que então seguia-se a um contador de lançamento e uma explosão nuclear. Esta propaganda foram uma resposta à propostas de Goldwater em utilizar artefatos nucleares no Vietnã.
Johnson venceu facilmente as eleições presidenciais americanas de 1964, tendo obtendo 61,05% do voto popular, a maior percentagem registrada na história das eleições presidenciais americanas desde as eleições de 1824. Porém, a perda do apoio do eleitorado dos Estados do Sul - cuja população branca havia apoiado os democratas por um século, desde o final da Guerra Civil Americana, justamente por causa da abolição da escravidão por parte de Abraham Lincoln, um republicano, e que em sua maior parte não apoiaram a aprovação dos Ato de Direitos Civis em 1964 - significou o fim da dominação política dos democratas no Sul.
Até 1964, a união política de trabalhadores de sindicatos, minorias, liberais e brancos sulistas, a Liga do New Deal, permitira aos democratas a controlarem o governo americano durante os próximos 30 anos, até que o tema controverso de direitos civis dividiu os brancos sulistas conservadores do resto do Partido.

## Guerra contra a pobreza e a Grande Sociedade
Muitos programas de assistência para indivíduos e famílias, incluindo um sistema de saúde público, que passou a cobrir muitos dos custos médicos de idosos, foram criados e aprovados durante a década de 1960, primariamente durante o termo de ofício de Johnson, que estendeu-se de 1963 até 1969, que o próprio chamou de "Guerra contra a Pobreza". Embora alguns destes programas tivessem encontrado dificuldades financeiras durante a década de 1990, e diversas reformas tenham sido propostas, estes programas continuaram a ter o forte apoio de ambos os maiores partidos políticos americanos. Além disso, os programas de saúde pública passaram a também fornecer ajuda médica para famílias de baixa renda. Durante a década de 1960, o governo federal passou a fornecer "vale-comidas" para que famílias de baixa renda obtivessem comida, e o governo federal, juntamente com os governos estaduais do país, passaram a fornecer ajuda financeira a pais de baixa renda com filhos.

## Guerra do Vietnã

O presidente americano Lyndon B. Johnson com o primeiro-ministro, Nguyễn Cao Kỳ (a direita na foto), e o presidente Nguyễn Văn Thiệu (a esquerda), ambos do Vietnã do Sul.

### Resolução do Golfo de Tonkin e a Ofensiva de Tet
Em muitas maneiras a Guerra do Vietnã foi um sucessor direto da Guerra da Indochina, que havia sido uma guerra entre a França - que lutara para manter o controle de sua colônia, a Indochina, contra forças separatistas, de cunho comunista. Após que as forças vietnamitas comunistas, lideradas por Ho Chi Minh, derrotaram o exército colonial francês em 1954, a Indochina tornou-se independente, e foi dividida em duas partes, o Vietnã do Norte, de cunho comunista, e o Vietnã do Sul, de cunho capitalista.
As eleições de 1956, que poderiam ter reunificado o país, foram canceladas porque líderes no Vietnã do Sul e seus aliados americanos temiam que as eleições seriam vencidas por Ho Chi Minh. Em resposta, a Frente Nacional de Liberação foi criada, como um movimento guerrilheiro no Vietnã do Sul, para a convocação de trabalhadores e agricultores sul-vietnamitas para lutarem contra o governo sul-vietnamita.
O envolvimento americano na guerra gradualmente aumentou, embora a guerra nunca teve uma declaração formal de guerra. A Resolução do Golfo de Tonkin deu grande suporte a Johnson para a escalação americana na guerra. Tropas americanas foram continuamente enviados ao Vietnã, e as baixas americanas passaram a gradualmente aumentarem daí em diante.

### O movimento anti-guerra
De início, a opinião pública americana era em grande parte a favor da guerra, até a Ofensiva de Tet por parte das guerrilhas vietnamitas, em 1968, no Vietnã do Sul, destruiu muito deste suporte pela guerra. Enquanto isto, um movimento de oposição à guerra passou a surgir nos Estados Unidos, especialmente em certos campi de faculdades. Algumas pessoas nos Estados Unidos opuseram-se à guerra por causas morais enquanto outros eram contra porque a guerra era injustificada.
O movimento contra o envolvimento americano no Vietnã passou a crescer rapidamente, durante uma onda de ativismo político de esquerda improcedente do parte da população estudantil americana, especialmente por parte da chegada de uma nova geração, composta por jovens pessoas - frutos da explosão demográfica que ocorrera após a Segunda Guerra Mundial - com mais de 18 anos de idade. A grande maioria - se não todos - dos integrantes da nova geração nunca estiveram expostos à guerra, uma vez que a Segunda Guerra Mundial terminara em 1945 e a Guerra da Coreia terminara em 1953. Além disso, a Guerra do Vietnã foi a primeira guerra a receber grande cobertura por parte da imprensa - a guerra foi chamada de "primeira guerra televisionada". A guerra também recebeu grande oposição por parte de esquerdistas.

### As crises de 1968 e a ascensão de Richard Nixon
Em 1968, ano de eleições presidenciais americanas, Johnson iniciou sua campanha pela reeleição. Um membro de seu próprio partido, Eugene McCarthy, tornou-se concorrente de Johnson pela nominação para candidato a presidente do Partido Democrata. McCarthy era contra o envolvimento americano no Vietnã. McCarthy não venceu a primeira eleição partidária de Nova Hampshire, mas seus resultados eram surpreendentemente bons, em relação contra um incumbente. O golpe resultante para a campanha de Johnson, juntamente com outros resultados, levaram a Johnson a fazer um anúncio surpresa em 31 de março, na televisão, onde ele disse que ele não concorreria à reeleição. Johnson também anunciou neste discurso as primeiras negociações americanas para um tratado de paz com o Vietnã.
Aproveitando-se pela oportunidade gerada pela retirada de Johnson pela corrida presidencial, Robert F. Kennedy também decidiu concorrer à nominação, sendo contra a Guerra do Vietnã. O Vice-Presidente de Johnson, Hubert Humphrey, também decidiu concorrer à nominação, prometendo continuar a suportar o governo sul-vietnamita. Robert Kennedy seria assassinado no verão de 1968, e McCarthy foi incapaz de conseguir o apoio de uma maioria de seu partido - especialmente entre a elite partidária. Humphrey venceu a nominação do Partido Democrata, e concorreu contra Richard Nixon nas eleições presidenciais americanas de 1968. Nixon apelou para o que ele chamou de "maioria silenciosa" dos americanos moderados que não gostavam da contracultura hippie. Nixon também prometeu "paz com honra" através de seu "plano secreto" para terminar o envolvimento dos Estados Unidos na Guerra do Vietnã. Ele também propôs a Doutrina Nixon, para o estabelecimento de uma estratégia que daria o controle da guerra para os vietnamitas. Nixon venceu as eleições, e tornou-se Presidente do país em 20 de janeiro de 1969.

### Nixon e o Vietnã
Nixon descobriria durante os primeiros meses como Presidente dos Estados Unidos que a retirada das tropas americanas do Vietnã, embora uma opção popular dentro do país, era muito mais fácil de ser prometida do que ser realizada. Nixon, ao tentar balancear suas preocupações com a habilidade do Vietnã do Sul em defender-se sozinha, com a crescente pressão do Congresso dos Estados Unidos para remover as tropas do Vietnã, bem como a crescente inclinação do Legislativo americano em reduzir unilateralmente e eventualmente cortar as verbas americanas para os sul-vietnamitas, foi forçado a gastar grandes quantidades de esforço e de capital político. Ao mesmo tempo, Nixon tornou-se uma isca para muito da hostilidade pública quando à guerra no Vietnã.
A moralidade do conflito continuou a ser uma preocupação, e incidentes tais como o Massacre de My Lai erodia cada vez mais o suporte da população americana pela guerra, e levou à crescente pressão do governo americano em forçar o Vietnã do Sul a responsabilizar-se pela guerra. Ao final desta guerra 1,5 milhão de vietnamitas morreram, e cerca de 58 mil soldados americanos também morreram. Baixas causadas pelo Khmer Rouge no Camboja eram ainda maiores. Alguns dizem que a desestabilização da Guerra do Vietnã foi um dos fatores que levaram à ascensão do Khmer Rouge no Camboja. Enquanto isto, a nível nacional, o Escândalo de Watergate tornoi-se um grande problema para Nixon.
O pouco suporte que o Vietnã do Sul recebia dos Estados Unidos, durante as etapas finais do envolvimento americano na guerra, eram em sua maior parte drenados por oficiais sul-vietnamitas corruptos. Os Estados Unidos decidiram retirar todas as suas tropas no Vietnã em 1973, e dois anos depois, o Vietnã do Norte já tinha o controle de todo o país.

## Inflação,Détente, e a administração de Nixon

### Desemprego e inflação
Ao mesmo tempo em que o Presidente Lyndon B. Johnson persuadira o Congresso a aceitar uma redução dos impostos nacionais em 1964, Johnson também aumentou rapidamente os gastos do orçamento americano tanto em programas domésticos quanto na Guerra do Vietnã. A consequência foi uma súbita expansão das reservas monetárias, resultante dos crescentes déficits do orçamento americano, o que fez com que os preços de produtos em geral subissem rapidamente. Porém, a inflação também foi causada pelo crescente declínio da supremacia americana no comércio internacional, bem como por causa do declínio americano na economia mundial, na geopolítica, tecnologia e preponderância cultural americana no resto do mundo, desde a Segunda Guerra Mundial. Após 1945, os Estados Unidos possuíam fácil acesso a matérias-primas e a mercados substanciais por seus produtos industrializados no mundo inteiro. Após o fim da guerra, os Estados Unidos eram responsáveis por um terço de toda a produção industrial do mundo, primariamente por causa da devastação na Europa pós-guerra. Não somente nações industrializadas passaram a competir por matérias-primas cada vez mais raras, como também as reservas de matérias-primas do Terceiro Mundo passaram a ser mais difíceis de serem obtidas. As indústrias automobilística e siderúrgica americanas passaram a sofrer grande concorrência da indústria de outros países, dentro do mercado doméstico americano.

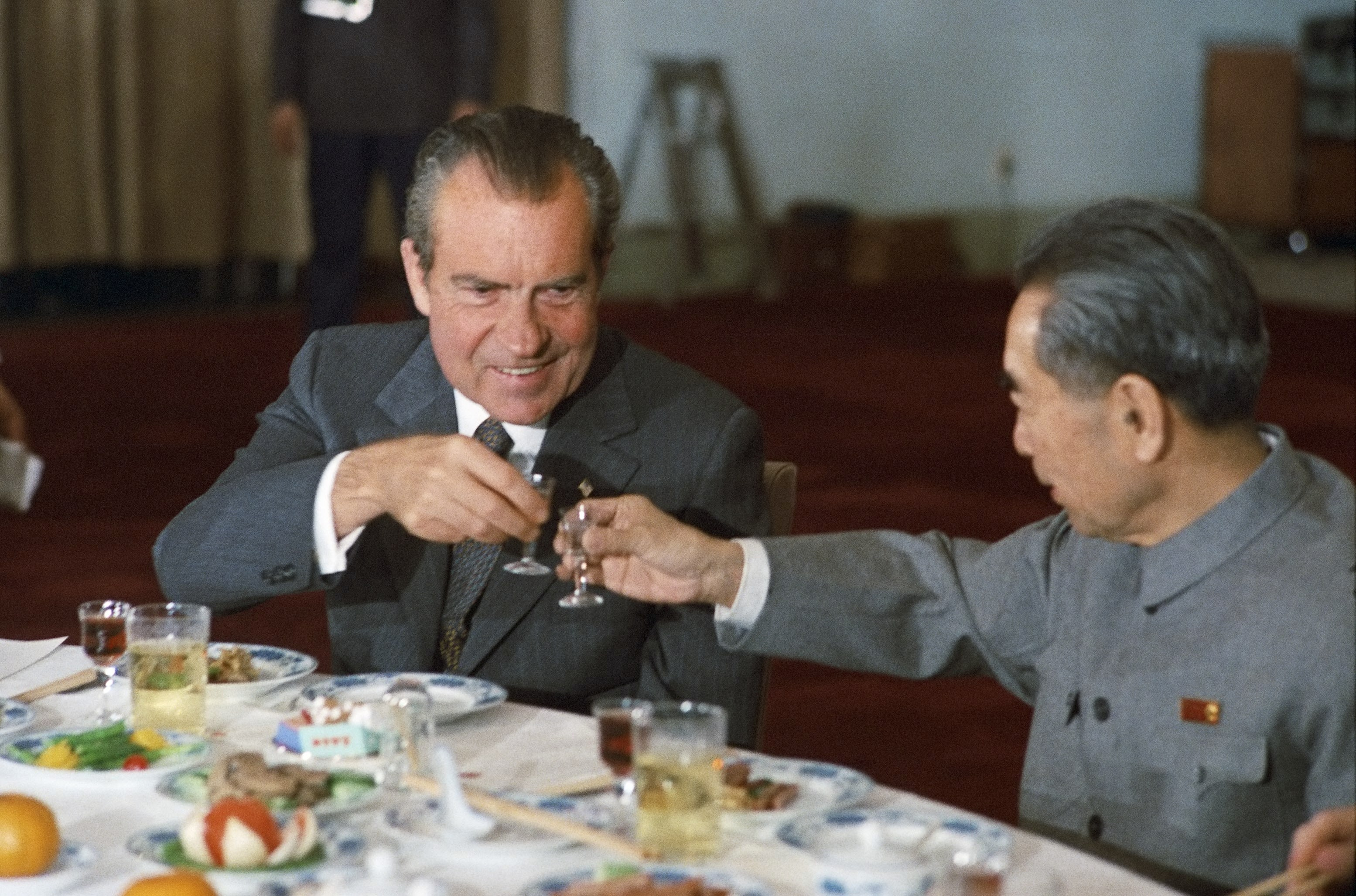
O presidente Nixon e o primeiro-ministro chinês Zhou Enlai, durante uma visita histórica do líder estadunidense a Pequim.

Richard Nixon prometera atacar o pouco crescimento econômico e a inflação através de aumentos em impostos e menores gastos governamentais. Estas propostas, porém, foram mal-recebidas pelo Congresso americano. Como resultado, Nixon mudou de curso e optou por controlar o câmbio. Seus indicados para a Reserva Federal americana buscavam por uma diminuição das reservas monetárias e maiores taxas de juros. Mas estas políticas tiveram poucos resultados contra a inflação. O custo de vida cresceu em 15% durante os dois primeiros anos de ofício de Nixon na presidência americana.
No verão de 1971, Nixon estava sob grande pressão da opinião pública para reverter decisivamente esta depressão. Primeiramente, Nixon liberou o dólar do câmbio flutuante do padrão-ouro que tinha controlado o valor da moeda americana desde os Acordos de Bretton Woods, permitindo que o valor do dólar caísse nos mercados mundiais. A queda do dólar ajudou a estimular as exportações de produtos americanos, bem como o de importações de matéria-prima e de produtos industrializados. Em 15 de agosto de 1971, sob as provisões do Ato de Estabilização Econômica de 1970, Nixon implementou a primeira fase de seu plano econômico: um congelamento de todos os preços e salários no país por cerca de 90 dias. A segunda fase de seu plano instituía regras para o crescimento em salários e em preços em geral, e instituía a criação de uma agência federal. A inflação caiu temporariamente, mas a recessão continuou com crescentes taxas de desemprego. Para combater a recessão, Nixon reverteu certas medidas econômicas até então tomadas, e adotou uma política de expansão monetária e fiscal. A terceira fase de seu plano econômico removeu as restrições de controle de salários e preços em geral, e assim, a taxa de inflação voltou novamente a subir.
Para tornar estes problemas piores, a OPEP - Organização Petroleira de Países Exportadores - passou a mostrar a sua força. O petróleo, que alimentava automóveis e residências em um país cada vez mais dominados pelos subúrbios, onde maiores residências e a propriedade de um automóvel são comuns, tornou-se uma ferramenta política e econômica das nações do Terceiro Mundo. Após a Guerra de Yom Kippur, os membros árabes da OPEC anunciaram sua decisão de não enviar mais petróleo para países que suportavam Israel - ou seja, os Estados Unidos e a Europa Ocidental. Ao mesmo tempo, as nações-membros da OPEP concordaram em aumentar o preço de seu petróleo em 400%. Isto resultou na Crise Energética de 1973, onde motoristas americanos enfrentavam grandes filas em estações de gasolina. Facilidades públicas e privadas foram fechadas para evitarem o gasto de óleo de aquecimento, e fábricas cortaram sua produção industrial e dispensaram trabalhadores. Como consequência, a inflação disparou nos Estados Unidos.
As pressões da inflação no país levaram a mudanças na política da economia americana. Após a Grande Depressão da década de 1930, recessões econômicas - períodos de baixo crescimento econômico e de altas taxas de desemprego - eram vistos como o maior das ameaças econômicas, que podiam ser contra-atacadas através do crescimento de gastos governamentais, através de uma política de expansão monetária e através do corte de impostos para permitir que os consumidores possam gastar mais. Na década de 1970, com o grande crescimento dos preços de produtos em geral - particularmente em energia elétrica, criaram um grande medo por parte da população americana em relação à inflação. Como resultado, líderes governamentais passaram a concentrar-se mais em controlar a inflação do que no combate à recessão propriamente dita, através da limitação de gastos governamentais, nenhum corte em impostos e nenhum crescimento do suprimento das reservas monetárias nacionais.
Os programas econômicos erráticos da administração Nixon foram um indicativo da maior incerteza nacional em relação ao futuro da prosperidade americana. Com pouco entendimento das forças internacionais que criavam os problemas econômicos, Nixon e o público decidiram focalizar-se em soluções a curto prazo. Estes problemas foram uma das causas do crescimento da reação e do crescimento da influência dos conservadores, uma política estrangeira mais agressiva, e um recuo de soluções baseadas em assistência social para minorias e para os pobres, que iriam caracterizar a próxima década.

### SALT I e SALT II e aDétente
Em 1972-1973, as superpotências mundiais buscaram ajudar-se umas às outras. Após realizar uma visita supresa à República Popular da China, o Presidente Richard Nixon assinou o SALT I com o ditador soviético Leonid Brezhnev, para limitar a guerra armamentista e o desenvolvimento de novas armas de destruição em massa.
A Détente teve benefícios estratégicos e econômicos para ambas as superpotências. O controle de armamentos em geral permitiu a ambas as superpotências a diminuírem os crescentes aumentos em seus grandes orçamentos. Anteriormente, a administração de Johnson falhara em derrotar forças comunistas no Vietnã, o grande déficit no orçamento americano por causa da guerra enfraquecera a economia americana nas décadas que viriam após o final da guerra, contribuindo para uma década de recessão e inflação. Enquanto isto, os soviéticos não podiam parar com encontros sangrentos entre tropas chinesas e soviéticas ao longo de suas fronteiras, nem estimular a economia soviética em declínio, em parte por causa dos grandes gastos militares. Os Estados Unidos e a União Soviética também concordaram em reconhecer e respeitar novos países independentes na África e na Ásia.
Mas a política de Détente sofreu entre conflitos no Oriente Médio e na África, especialmente no sul e no leste africano. As duas grandes superpotências continuariam a competir umas às outras pela influência dos países do Terceiro Mundo, mais notavelmente no Chile. A maioria dos americanos acreditava no governo americano, que dizia que a Guerra Fria era uma luta por um mundo livre contra o totalitarismo. Porém, os Estados Unidos continuaram a atacar governos, como fizera na década de 1950, governos que eram vistos como marxistas, até mesmo em casos onde estes governos haviam sido eleitos, tal como o Presidente socialista chileno Salvador Allende.

## A campanha presidencial de 1972 e o Watergate

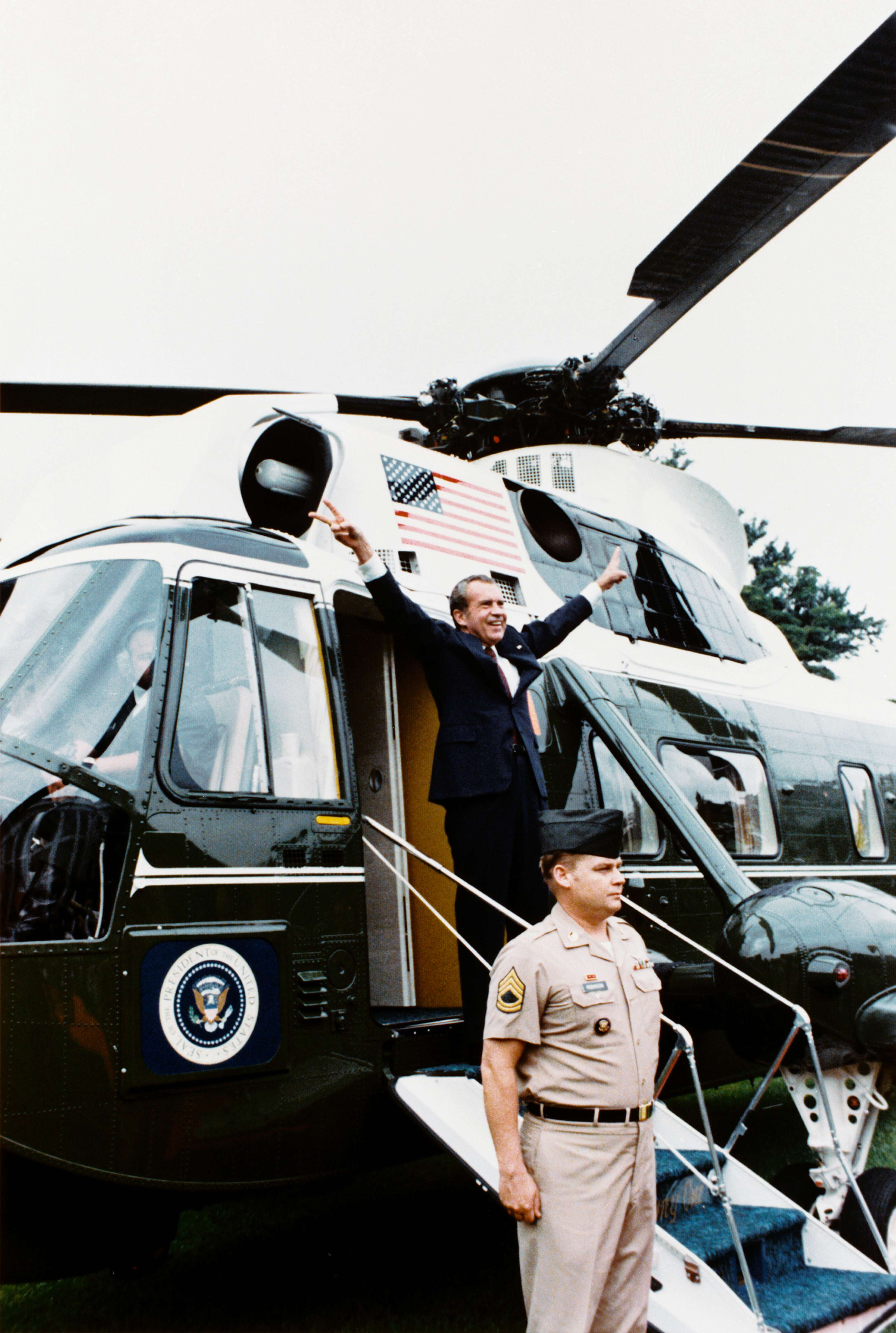
Richard Nixon, em agosto de 1974, deixando a Casa Branca após ter renunciado como consequência do Caso Watergate.

Em 1972 Nixon venceu a nominação do Partido Republicano como candidato do partido à presidência, tendo como principal concorrente o democrata George McGovern, que concorreu com as promessas de terminar com a Guerra do Vietnã e instituir um mínimo de ajuda social para os habitantes do país que vivem abaixo da linha de pobreza. Entre dificuldades com seu companheiro de chapa, Thomas Eagleton - que eventualmente decidiria sair, e fora substituído por Sargent Shriver - e a campanha bem sucedida dos republicanos em estigmatizá-lo como um radical, McGovern conseguiu apenas 38% do eleitorado americano. Assim, Nixon, com seus 61%, venceu facilmente em sua campanha pela reeleição.
Nixon seria eventualmente investigado pela atuação de seus oficiais em alegações de espionagem por parte do Partido Republicano no complexo empresarial Watergate, onde os democratas estariam a realizar um encontro. O Comitê Judiciário da Câmara dos Representantes dos Estados Unidos logo iniciou um processo de impeachment contra Nixon, em 9 de maio de 1974. Ao invés de enfrentar o risco de ser removido do ofício pela Câmara dos Representantes e de ser julgado pelo Senado, Nixon decidiu renunciar em 9 de agosto. Seu sucessor, Gerald R. Ford, um republicano moderado, perdoou Nixon, terminando permanentemente as investigações sobre o escândalo de Watergate pelo Congresso americano.

## Ford e Carter
O Escândalo de Watergate ainda estava muito presente nas mentes nos eleitores quando o ex-governador do Estado americano de Geórgia, um oficial do Distrito de Columbia então pouco conhecido, primariamente pela sua integridade, conseguiu sobressair-se sobre políticos mais bem conhecidos nacionalmente na nominação a candidato a Presidente em 1976. Nas eleições presidenciais americanas de 1976, Carter venceu a eleição, tornando-se o primeiro candidato da Região Sul dos Estados Unidos a tornar-se Presidente dos Estados Unidos desde o fim da Guerra Civil Americana.
Sua administração é marcada pelo seu papel desempenhado na assinatura de um tratado de paz entre Israel e o Egito, no Acordo de Camp David, por uma crise econômica e energética, e pela tomada de reféns americanos na embaixada americana em Teerã, Irã.
Carter também tentou colocar mais um obstáculo à guerra armamentista com a União Soviética através do acordo de SALT II em 1979, mas seus esforços foram anulados por três revoluções que ocorreram subitamente: a Revolução Islâmica no Irã, a Revolução Nicaraguense e a Invasão soviética do Afeganistão.
Em 1979, Carter relutantemente concedeu asilo político e tratamento médico ao ex-xá iraniano Mohammad Reza Pahlavi. Embora Carter tenha promovido ativamente direitos humanos como sua principal parte de sua política de relações internacionais, Carter continuara a suportar Pahlevi durante seu reinado no Irã. Em resposta à concessão de asilo político a Pahlevi por parte dos Estados Unidos, militantes iranianos tomaram a embaixada americana no Teerã, tomando 52 americanos como reféns, e exigindo o retorno do xá ao Irã, para que este foste julgado - e quase certamente executado. Apesar da morte do xá no Egito, a crise dos reféns americanos no Teerã continuou, e dominou todo o último ano do termo de ofício como Presidente dos Estados Unidos. Carter tentou uma série mal-sucedidas em tentar solucionar estas crises, desde ficando dentro da Casa Branca até uma tentativa mal-sucedida em salvar os reféns através de uma operação militar.
Em 1979, Carter fez um discurso na televisão, para todo o país, onde ele observou o que ele acreditava ser uma crise da confiança entre o povo americano. Carter esperava que este discurso inspirasse os americanos, mas o discurso foi visto por muitos como um pessimista, o que pode ter posteriormente diminuído suas chances de reeleição.

## Mudanças na demografia americana e o crescimento do Sun Belt
O fenômeno demográfico mais discutido da década de 1970 foi o grande crescimento populacional do "Sun Belt" (Cinturão do Sol), que compreende todo os Estados da região Sul e Sudoeste dos Estados Unidos - especialmente na Flórida e na Califórnia - a última superou o Estado de Nova Iorque como o Estado mais populoso do país em 1964. Em 1980, a população do Sun Belt superara a população das regiões industriais do Norte e do Centro-Oeste americano, que não somente estavam experimentando uma queda no crescimento populacional de seus Estados, como também, em alguns Estados, um declínio absoluto na população. O crescimento populacional do Sun Belt foi um continuamento da tendência trazida pela crescente popularidade dos automóveis. Além disso, o crescimento do setor de serviços e comércios, às custas da indústria e da manufatura, facilitaram a migração populacional em direção à costa oeste americana, dos Estados mais industrializados no Norte e no Centro-Oeste.
A ascensão do Sun Belt tem produzido uma mudança no clima político do país, que acabou fortalecendo grupos conservadores. Sempre mais conservadora do que muitas outras regiões do país, a ascensão desta nova mentalidade política passou a entrar em grande conflito com as preocupações do chamado "Rust Belt", uma região cujas bases econômicas estavam entrando em declínio, estava congestionada, e abrigo para grandes grupos empobrecidos minoritários. A população do Norte e do Centro-Oeste passaram a votar cada vez mais a favor de candidatos do Partido Democrata, enquanto que eleições no Sul e no Oeste são dominadas por candidatos do Partido Republicano. Uma exceção foi o Estado de Califórnia, que emergiu-se como uma base democrata no final da década de 1990, graças à política republicana no Estado de Califórnia contra a imigração - o Estado possui uma grande população imigrante, muitos deles ilegais - especialmente de imigrantes vindos do México, que compõem a maior parte dos imigrantes ilegais no Estado. Atualmente, brancos não-hispânicos são ainda o maior grupo racial do Estado mais populoso do país, embora não componham mais uma maioria.
À medida que mais e mais indústrias passaram a mover suas fábricas e suas sedes dos núcleos urbanos (inner cities, ou centro de região metropolitana) em direção aos subúrbios, que oferecem menores impostos e regulações ambientais menos rigorosas, muitos viram uma contradição de sua base econômica na medida em que deixavam de receber as verbas vindas de impostos municipais cobrados destas empreiteiras. Como consequência, as taxas de desemprego e de pobreza aumentaram drasticamente nas cidades de grande e médio porte americana, causando uma expansão da demanda por serviços sociais, enquanto que as verbas municipais recebidas através de impostos caía. O governo da Cidade de Nova Iorque quase entrara em colapso financeiro em 1975.
Os problemas fiscais dos principais centros urbanos americanos estavam ocorrendo durante as maiores mudanças demográficas que os Estados Unidos passara desde o final da Segunda Guerra Mundial. Isto forçou grandes cidades a enfrentarem o problema da queda das verbas recebidas através de impostos. Enquanto isto, os conservadores passaram a protestar contra o que eles viam como as falhas dos programas de assistência social liberais, um assunto que dominou as corridas presidenciais de 1980 e de 1994. Por causa disto, os líderes liberais da década de 1960, característicos da era da Grande Sociedade e do movimento dos direitos civis, deram lugar a políticos urbanos conservadores na década de 1970 ao longo do país, tal como o prefeito da Cidade de Nova Iorque Ed Koch, um democrata conservativo.
Desde a década de 1980, muitos antigos centros urbanos passaram a recuperar-se graças à renovação urbana. Áreas centrais passaram a atrair investimentos novamente, contribuindo para o retorno de uma classe média alta influente, especialmente na cidade de Nova Iorque em anos recentes. Enquanto isto tem aumentado o crescimento comercial e aumentado as verbas municipais geradas através da cobrança de impostos destas áreas urbanas, a recuperação urbana destas cidades também causou o aumento do preço e de custo de aluguel de residências em geral, afastando os habitantes pobres destas dadas cidades. O processo de renovação urbana e de estratificação entre ricos e pobres tem aumentado desde o declínio da assistência econômico-social liberalista do governo federal, por parte da ascensão dos conservadores na década de 1960. A crescente raridade de residências de baixo custo ao longo da década de 1980 contribuiu, por causa disto, para outro fenômeno demográfico muito discutidos entre historiadores: o aumento do número de sem-tetos. E apesar dos muitos sucessos alcançados pelo movimento dos direitos civis da década de 1960, a marginalização de trabalhadores afro-americanos da classe trabalhadora do resto da sociedade americana tem somente aumentado a partir da década de 1970, do que seus companheiros da década de 1950, por causa das tendências demográficas de sub-urbanização e de renovação urbana. Estabelecimentos comerciais tem abandonado os núcleos urbanos e movido-se em direção aos subúrbios, enquanto que o declínio da assistência social entre a década de 1950 e a década de 1970 reduziu as possibilidades de avanços no fim da efetiva marginalização dos afro-americanos do resto da sociedade americana.

## A Resolução de Reagan

### O Assalto contra aDétentedos Estados Unidos e da URSS
A década de 1970 causou danos devastadores à confiança da população americana, típica das décadas de 1950 e de 1960. As crises da Guerra do Vietnã e de Watergate causaram grandes danos à confiança da população americana no Presidente do país em geral. Frustrações em eventos internacionais, incluindo a queda do Vietnã do Sul em 1975, a crise dos reféns americanos na embaixada americana no Irã em 1979, a invasão do Afeganistão por tropas soviéticas, a ascensão do terrorismo em escala global, e a aceleração da corrida armamentista, que aumentaram os temores sobre a habilidade americana em controlar eventos internacionais. A crise energética, o desemprego e a inflação levantaram dúvidas sobre o futuro da prosperidade americana.
A baixa moral na população americana em geral, que abateu-se sobre o país entre 1979 e os primeiros anos da década de 1980 - especialmente após o discurso de Carter de 1979 sobre a "crise de confiança americana" - existia com suas razões. A União Soviética, sob a liderança de Leonid Brezhnev, que liderou os soviéticos entre 1964 e 1982, sofreu grandes avanços nas áreas econômicas, políticas e especialmente sociais. Durante este período, a qualidade de vida, tanto nas cidades quanto em áreas rurais, melhoraram sensivelmente no país, a renda anual de trabalhadores urbanos cresceu em 50% e a renda de agricultores cresceu em 75%, foram construídas milhões de apartamentos de baixo custo, adequados para abrigarem uma família de baixa renda, e o país passou a manufaturar grandes quantidades de produtos de consumidos e eletrodomésticos. A produção soviética cresceu em 75%, e o país tornara-se o maior produtor de petróleo e de aço.
Enquanto os Estados Unidos entravam em uma recessão econômica e política, causada primariamente pela Crise do Petróleo de 1973 e do fim da Guerra do Vietnã, os soviéticos passaram a ter grandes sucessos, especialmente no Terceiro Mundo. Os Estados Unidos falharam em sua tentativa de evitar que forças norte-vietnamitas tomasse Saigon que resultaria na unificação de um Vietnã independente sobre um único governo comunista. Outros movimentos comunistas, muitos deles apoiados por Moscou, ocorreram na África, no Sudeste Asiático e na América Latina. E a União Soviética, sob os termos da Doutrina Brezhnev, enviou tropas ao Afeganistão. Foi a primeira vez que tropas soviéticas invadiram um país fora do Pacto de Varsóvia.
Reagindo à todas estas percepções do declínio americano tanto internacionalmente quanto domesticamente, um grupo de acadêmicos, jornalistas e políticos, cognomeados por muitos como os "novos conservativos", ou os "neoconservadores", já que muitos deles eram ainda democratas, rebelaram-se contra a Asa liberal do Partido Democrata, em relação aos problemas ocorridos durante a década de 1970 - especialmente após a nominação de George McGovern pelo Partido às eleições presidenciais americanas de 1972 - centralizaram-se no problema do declínio da influência geo-política americana, culpando este fato pelos democratas liberais. Muitos liberais juntaram-se inicialmente sob a liderança de Henry M. Jackson, um democrata, mas posteriormente a grande maioria dos democratas conservadores aliariam-se com Ronald Reagan e os republicanos, que prometeram confrontar a expansão da influência soviética no mundo.
Esta neoconservadores eram primariamente anticomunistas, e eram contra o fornecimento de serviços de assistência sócio-econômica aos necessitados - ao máximo, suportavam apenas uma assistência mínima. Seus principais alvos eram as antigas políticas de "contenção" do comunismo, ao invés de uma política mais agressiva como o uso de forças militares em países passando por revoluções socialistas. A política de détente com a União Soviética era o principal alvo dos neoconservadores, que eram contra a política de paz através de negociações, diplomacia e do controle da corrida armamentista.
Liderados por Norman Podhoretz, os neoconservadores atacaram a ortodoxa política internacional americana na Guerra Fria, tratando-no como "política de apaziguamento", uma referência às negociações do Primeiro-Ministro britânico Neville Chamberlain com a Alemanha, que resultara no Tratado de Munique. Os neoconservadores viam concessões para inimigos relativamente fracos dos Estados Unidos, como uma "política de apaziguamento" do "mal". Além disso, os neoconservadores também opuseram-se à política de nação mais favorecida com a União Soviética, e suportavam intervenção americana unilateral no Terceiro Mundo como um meio de aumentar a influência americana em eventos internacionais. Antes da eleições presidenciais de 1972, os neoconservadores, cuja influência estava em crescimento, buscaram florescer os sentimentos antiguerras causadas pela derrota americana no Vietnã e as grandes baixas americanas causadas pela guerra. Muitos democratas neoconservadores passaram a criticar cada vez mais o Partido Democrata, durante a década de 1970.

### Ronald Reagan e as eleições de 1980
Além do gradual crescimento do sentimento conservador na população americana, as chances de reeleição do então Presidente americano democrata Jimmy Carter foi enfraquecida durante as eleições presidenciais de 1980 por causa de um desafio à nominação pelo Senador democrata Edward Kennedy do Massachusetts. Kennedy, embora uma personalidade mais magnética do que Carter, e um candidato muito apoiado dentro do partido, não resistiria a controvérsias sobre o seu passado, especialmente sobre um acidente automobilístico em 1969 em Chappaquiddick, onde Kennedy esteve envolvido, e onde uma mulher morrera. Carter venceu relativamente a nominação na convenção democrata para a escolha do candidato nas eleições presidenciais. O Partido Democrata também escolheu novamente Walter Mondale como candidato à vice-presidência, concorrendo na chapa de Carter.
Carter, responsabilizado pela inflação e pelo desemprego nos Estados Unidos, bem como o aparente crescimento da fraqueza dos Estados Unidos frente à União Soviética, tinha como principal concorrente nas eleições presidenciais de 1980 o republicano Ronald Reagan, um ex-governador da Califórnia, que ganhara a nominação como candidato republicano nas eleições presidenciais. Reagan contratou Kirkpatrick como seu conselheiro de política internacional, para poder explorar as vulnerabilidades da política de relações internacionais dos Estados Unidos sob a administração Carter.

O presidente Ronald Reagan e seu vice, George H. W. Bush, em 1985.

Reagan prometeu dar um fim ao embargo político-econômico contra o Vietnã, e a restauração do poderio militar americano. Reagan também prometeu dar um fim à grande influência do governo federal no país, e a restauração da saúde da economia do país através de supply-side economics. Porém, estes objetivos não eram possíveis através de uma política econômica coerente.
Economistas proponentes do supply-side economics lideraram o assalto contra a política do governo federal americano de fornecimento de assistência sócio-econômica aos necessitados, política criada pelo New Deal e pela Grande Sociedade. Estes economistas afirmaram que os problemas enfrentados pela economia americana eram primariamente consequências da taxação excessiva por parte do governo, que removiam muito do dinheiro investido por investidores provados, e que assim, diminuía a velocidade do crescimento econômico do país. A principal solução, estes economistas disseram, era diminuir a cobrança de impostos em todo o país, especialmente nas classes mais altas, para assim estimular investimentos privados. Estes mesmos economistas também passaram a advocar cortes ao sistema de assistência sócio-econômica aos necessitados, primariamente composto pelos setores mais pobres da sociedade econômica. O número de pessoas vivendo abaixo da linha de pobreza americana havia aumentado muito durante a Guerra do Vietnã.
As eleições presidenciais americanas de 1980 foi um marco na política americana. Estas eleições marcam o novo poderio do eleitorado dos subúrbios e do Sun Belt nos Estados Unidos; além disso, marca o início da rejeição da política de que o governo americano seria responsável por administrar extensos programas antipobreza, característicos da Grande Sociedade. Além disso, marca o reinício de uma política de relações internacionais mais agressiva, por parte do governo americano.
Embora a candidatura de Reagan tinha sofrido problemas por causa de John B. Anderson, do Illinois, um republicano moderado, um oponente primário e que concorreu sem apoio de um partido político, os três maiores problemas da campanha das eleições presidenciais americanas de 1980 foram enfrentados por Carter, minimizando suas chances de reeleição: a péssima situação da economia americana durante o final do termo de ofício de Carter, a questão da segurança nacional, e a crise dos reféns do Irã. Carter mostrara-se incapaz de controlar a inflação, e não havia sido bem sucedido em obter a libertação dos reféns americanos no Teerã, antes que Reagan assumisse seu cargo.
Reagan venceu facilmente as eleições presidenciais americanas de 1980. O Partido Republicano também obteve o controle do Senado pela primeira vez em mais de 25 anos. Reagan recebeu 53 904 153 votos na eleição, 50,7% do número total de votos, e Carter 35 483 883 votos, 41% do número total de votos. John Anderson, embora não tenha vencido nenhum colégio eleitoral, obteve 5 720 060 votos (6,6%), moderadamente impressionante para um candidato de "terceira classe" nos Estados Unidos, demonstrando que uma parte considerável do eleitorado, embora estivessem contra Carter por causa dos problemas enfrentados pelos Estados Unidos durante seu termo de ofício, também não aprovaram a agenda conservadora de Reagan.
Reagan venceu as eleições presidenciais de 1980 graças ao forte apoio da população da região do Sun Belt, especialmente a classe média, que concordavam com as propostas realizadas por Reagan. Críticos alegam que os ataques realizados por Reagan contra os programas de assistência sócio-econômica aos necessitados foram criados para primariamente atrair uma classe média supostamente insensível aos problemas enfrentados por famílias das classes mais pobres e por grupos minoritários. Estes críticos também indicam certos fatores internacionais que acabaram por causar parte da recessão econômica enfrentada pelos Estados Unidos durante a década de 1970, tais como a queda da ordem monetária internacional do Sistema de Bretton Woods e da Crise do Petróleo de 1973, fatores além da capacidade de controle de qualquer Presidente americano.

## Administração Reagan
As políticas e os métodos utilizados por Reagan durante seus 2 termos de ofício de Reagan foram relativamente diferentes de seus predecessores; ele deu aos seus subordinados muitos diferentes trabalhos, anteriormente todos realizados pelo próprio Presidente, assim, deixando seus subordinados a manejar muito das tarefas governamentais do dia-a-dia - especialmente do Executivo. Reagan nunca se preocupou tanto com a administração do Executivo em relação a outros Presidentes americanos passados, como Richard Nixon.

### Economia e o orçamento federal de 1981
Ronald Reagan prometeu ressuscitar a economia americana, uma ressuscitação que iria afetar todos os setores da população americana. Reagan propôs realizar este objetivo através de cortes em impostos e através da redução das responsabilidades do governo americano no fornecimento de numerosos programas federais. Críticos deste plano alegaram que os cortes nos impostos iriam reduzir as verbas obtidas pelo governo federal, levando a grandes déficts no orçamento anual, que levariam a um aumento nas taxas de juros, anulando qualquer benefício econômico resultante. Reagan e seus suportadores, com base na política de supply side economics, alegaram que cortes em impostos iriam aumentar as verbas recebidas pelo governo americano através do crescimento econômico obtido com estes cortes na taxação federal, que permitiriam o governo federal a balancear o orçamento federal pela primeira vez desde 1969.
Esta proposta de Reagan, realizada em 1981, porém, foi uma mistura de programas rivais que foram juntadas em um único programa, para satisfazer a ala conservadora do governo americano - entre monetaristas, veteranos da Guerra Fria (que combateram primariamente na Guerra da Coreia e/ou na Guerra do Vietnã), a classe média e a elite. Este programa proposto por Reagan agradou aos monetaristas graças ao sério controle do suprimento do suprimento de fundos econômicos; agradou aos veteranos da Guerra Fria - especialmente neoconservadores como Kirkpatrick - graças ao grande aumento das verbas fornecidas pelo governo federal às Forças Armadas dos Estados Unidos; agradou à classe média, uma vez que este programa não afetaria pensões e benefícios fiscais; e a elite, graças ao grande corte de impostos, tanto em impostos individuais (cujos cortes cairiam entre 50% e 70%) e comerciais. Reagan também iniciou a realizar cortes nas verbas fornecidas pelo governo federal aos programas de assistência sócio-econômica americana, que respondiam por quase metade de todos os gastos do governo americano. Este corte, porém, foi menor do que o previsto - pelo medo de um contra-ataque por parte do eleitorado das classes baixas do país - e não seria o suficiente para contra-balancear os aumentos das verbas fornecidas às forças armadas. Reagan foi forçado a explicar como seu programa de cortes em impostos, seu pequeno corte nos programas de assistência sócio-econômica e grandes gastos militares não iriam aumentar o déficit do governo federal americano.
O diretor do orçamento do governo federal, David Stockman, apressou-se para colocar o programa criado por Reagan à aprovação pela Câmara dos Representantes e pelo Senado, dentro do limite de 40 dias, imposto pela administração Reagan. Stockman não tinha dúvidas em que cortes em gastos governamentais seriam necessários, assim sendo, cortou um total de aproximadamente 40 bilhões de dólares em verbas recebidas por todos os órgãos nacionais beneficiários (educação, saúde, meio ambiente, etc), com a única exceção do setor militar. Quando a soma dos números não condiziam com o total aproximado de 40 bilhões de dólares, Stockman utilizava-se do método do "asterisco mágico" - que significavam "fundos economizados futuros a serem identificados". Processos judiciais por parte de certos setores da sociedade americana, que temiam a perda de serviços de assistência sócio-econômica, foram rejeitados pelo Judiciário americano, e o plano econômico de Reagan foi aprovado com relativa facilidade.

### A Recessão de 1982
A economia dos Estados Unidos passou a enfrentar muitas dificuldades após a instalação deste novo plano econômico. A nação entrara na recessão econômica mais severa desde o final da Grande Depressão. Primeiramente, este plano causou um drástico aumento do déficit do orçamento do governo federal a curto prazo. O governo foi obrigado a tomar emprestado bilhões de dólares para cobrir o déficit. Isto, aliado com o sério controle do suprimento de fundos econômicos, causou como consequência um aumento drástico das taxas de juros - que chegou a um pico de 20%. As taxas de desemprego também subiram drasticamente, chegando a 10% em 1982. A crise econômica atingiu especialmente os Estados do nordeste americano - o tão chamado "Rust Belt", onde a economia local entrou virtualmente em uma grande depressão econômica. O único problema solucionado pelo novo plano econômico de Reagan foi a inflação, que estabilizou-se após a instalação do plano econômico.
Embora Reagan venceria facilmente posteriormente sua candidatura a reeleição nas eleições presidenciais americanas de 1984, sua taxa de aprovação caiu drasticamente nos piores meses da recessão econômica de 1982. Nas eleições do Congresso americano de 1984, os democratas obtiveram facilmente uma grande maioria das posições na Câmara dos Representantes, bem como a maioria das posições do Senado que foram colocadas à votação (sempre um terço do Senado toda eleição). Com isto, os democratas obtiveram uma maioria em ambas as câmaras do Congresso americano, compensando pelas suas perdas nas eleições presidenciais e do Congresso de 1982. À época, críticos constantemente acusaram Reagan de presidir sobre o país, sem ligar para a crise fiscal e econômica, e contente em "contar histórias sobre seus dias de ator famoso". Por exemplo, em 1982, David Stockman, ex-diretor do orçamento governamental americano, e um ardente conservador fiscal, escrevera: "Eu sabia que a Revolução de Reagan era impossível - era uma metáfora sem âncora na realidade política e econômica."
Porém, as principais causas da recessão, bem como os primeiros sinais da recessão em si, ocorreram antes que o plano econômico de Reagan entrasse em vigor. Além disso, a performance da economia americana sob a administração Reagan era boa, quando comparada à performance do Reino Unido, presidida por Margaret Thatcher, onde uma política rigorosa de controle monetário e fiscal resultou em deflação em meio à recessão.

### Recuperação
Ao contrário de Thatcher, Reagan combinou o regime monetário rigoroso da Reserva Federal americana com uma política de expansão fiscal. Após a recessão de 1982, o programa de Reagan começou a mostrar melhora e fazer a economia Americana crescer , após 1982, uma média de 4,2% anuais entre 1982 e 1988. Com a redução simultânea da taxação, porém, esta política do governo federal também aumentou significantemente o déficit governamental.
Outro fator da recuperação da economia americana, dos períodos de grande recessão de 1982-1983, foi uma drástica queda nos preços do petróleo que terminaram as pressões inflacionárias causadas pelos preços em alto crescimento do petróleo. O colapso virtual da OPEC permitiu à administração Reagan a alteração de sua política de rigorosidade monetária, para a consternação de economistas monetários conservadores, que passaram a pressionar pela redução das taxas de juro e da expansão das reservas de dinheiro, que teve como efeito colateral o aumento da preocupação por parte de economistas sobre desemprego e o declínio de investimentos, negligenciando as taxas de inflação, que estavam aparentemente sob controle.
Entre julho de 1982 e em julho de 1983, as taxas de desemprego caíram de 11% para 8,2%. Neste mesmo período, o crescimento do produto interno bruto foi de 3,3%, o maior desde meados da década de 1970.

### Déficit, o dólar e o comércio
Após a recuperação da economia, que iniciara-se em 1983, o principal efeito do plano econômico de Reagan de 1981 foi o drástico crescimento do déficit do orçamento do governo americano, na medida em que os gastos do governo federal continuamente excediam as verbas obtidas através da coleta de impostos, graças ao grande corte em impostos em todo o país e aos crescentes gastos no setor militar do país. O orçamento das forças armadas americanas aumentou sensivelmente, enquanto que as verbas obtidas através de impostos, apesar de terem crescido em relação às verbas obtidas durante o final da década de 1970 e do início da década de 1980, não eram o suficiente para compensar pelos gastos em crescimento.
Em seu primeiro termo como Presidente dos Estados Unidos, Reagan continuou a pressionar por aumentos ao setor militar de até 10% o ano. Comitês do Congresso americano, enquanto isto, investigavam alegações de que os um trilhão de dólares americanos que o governo investira no setor militar durante o primeiro termo produziram pouco - muito menos do que o esperado - e apontando falhas na administração do Pentágono.
Os cortes em impostos federais de 1981, os maiores da história americana, também destruíram a principal fonte de verbas do governo federal, a curto prazo. O drástico crescimento em gastos militares americanos - cerca de 1,6 trilhões de dólares em cinco anos - excediam facilmente os cortes realizados em gastos em programas de assistência sócio-econômica. Esta, por sua vez, causou um grande impacto negativo nas classes mais pobres da sociedade americana. Por volta de 1985, os gastos para programas domésticos haviam sido cortados em cerca de metade, em relação aos gastos a estes mesmos programas em 1980. Este corte era o máximo que o Congresso americano toleraria.
Neste contexto, o déficit governamental anual do orçamento americano subiu de 60 bilhões de dólares em 1980 para um pico de 220 bilhões en 1986 - mais do que 5% do produto interno bruto nacional à época. Neste mesmo período, a dívida nacional mais do que duplicara, subindo de 749 bilhões de dólares para mais de 1,746 trilhão.
Enquanto que estes crescentes gastos governamentais por parte do governo americano gerava um estímulo à economia americana, tendo colaborado sensivelmente na recuperação da economia americana pós-recessão de 1982-1983, este grande déficit governamental e o acúmulo da dívida nacional fez com que as taxas de juros permanecessem altas, e o valor do dólar mais alto do que seu valor real, causando um déficit na sua balança comercial.
Uma vez que as taxas de poupança dos Estados Unidos eram muito baixos - cerca de um terço das taxas do Japão - o déficit era primariamente coberto através de empréstimos de fundos econômicos do exterior, que fizeram em apenas alguns anos dos Estados Unidos, do maior credor mundial para a nação mais endividada do mundo. Não somente isto estava causando danos à reputação americana, como também causou uma grande mudança da estrutura financeira internacional, que anteriormente dependia do capital financeiro americano.
Os déficits foram mantidos através de altas taxas de juros, e embora estas taxas fossem menores do que o pico de 20% durante o início da administração Reagan, a uma rigorosa política monetária ameaçava manter estas taxas altas e em crescimento. O governo federal foi assim forçado a tomar emprestado muito dos fundos econômicos necessários para cobrir o déficit do governo, assim causando uma elevação das taxas de juro. Embora os proponentes de supply side economics esperavam por um aumento do investimento como resultado dos cortes em impostos federais, o crescimento e as taxas de investimento sofreram sensivelmente por causa das altas taxas de juros.
Talvez mais alarmante, os déficits do governo mantiveram o valor do dólar americano alto demais. Com uma grande demanda por dólares, graças aos grandes empréstimos tomados pelo governo federal para cobrir suas dívidas - o dólar atingiu uma força alarmante contra outras moedas. À medida que o valor do dólar aumentava, as exportações americanas passaram a tornar-se cada vez menos competitivas no exterior, com o Japão como o principal país beneficiado pela queda das exportações americanas. O alto valor do dólar tornou difícil a compra de produtos americanos por parte de estrangeiros, e encorajou a população americana a comprar produtos internacionais. Tudo isto resultou no crescimento da competição de companhias estrangeiras tanto no mercado doméstico americano, quanto no mercado internacional; bem como a construção de fábricas americanas em países em desenvolvimento, com o intuito de reduzir custos e poderem permanecerem competitivas. Isto tudo causou grandes problemas ao setor industrial americano.
A balança comercial americana passou a crescer cada vez menos favorável; o déficit da balança comercial americana cresceu de 20 bilhões de dólares em 1980 para mais de 100 bilhões em 1985.
Os grandes déficits do governo americano foram em parte sobras da responsabilidade assumida por Lyndon Johnson, em fornecer tanto "armas e manteiga" à população americana (a Guerra do Vietnã e a Grande Sociedade), bem como a crescente competição de outros países do G7, após a reconstrução da Segunda Guerra Mundial, mas foi a administração Reagan que escolhera com que os déficits crescessem.
Enquanto Reagan estava em ofício, alegações de um "vácuo de poder" Executivo, e pouca atenção por parte do Presidente americano, não eram completamente partisãs em natureza. Alguns conservadores fiscais e democratas criticaram Reagan por causa do grande déficit governamental, muitas vezes concentrando estas dívidas na falta de planejamento dos gastos militares americanos. Em janeiro de 1985, o colunista conservador William Safire, em uma alusão às alegações de George H. W. Bush, de que "as políticas econômicas de Reagan estavam baseadas em no vodu", afirmou na revista The New York Times, de Nova Iorque, que "a política econômica de Reagan estava dando ao vodu um péssimo nome", e que os "Estados Unidos haviam perdido o controle de seus mercados financeiros para estrangeiros."

## Reagan e o mundo

### Relações diplomáticas na América Latina, Oriente Médio, África, e o Sudeste Asiático
Reagan prometeu restaurar a força militar americana, e com isto, durante a década de 1980, o orçamento das Forças Armadas dos Estados Unidos aumentaram drasticamente. O valor total das verbas do governo federal recebidas pelas forças armadas americanas entre 1980 e 1985 foi de 1,6 trilhões de dólares. Uma nova corrida armamentista desenvolver-se-ia entre os Estados Unidos e a União Soviética, à medida que as relações diplomáticas entre ambos os países se deterioraram a um nível não visto desde a década de 1960.
Os grandes déficits gerados pelo crescente orçamento das forças armadas induziram o empréstimo de fundos por parte do governo federal, que resultaram em altas taxas de juros e um dólar valorizado demais, que freou o crescimento econômico americano, resultando em uma balança comercial muito desfavorável aos Estados Unidos, e causando grande depressão econômica nas indústrias siderúrgicas e automobilísticas do país.

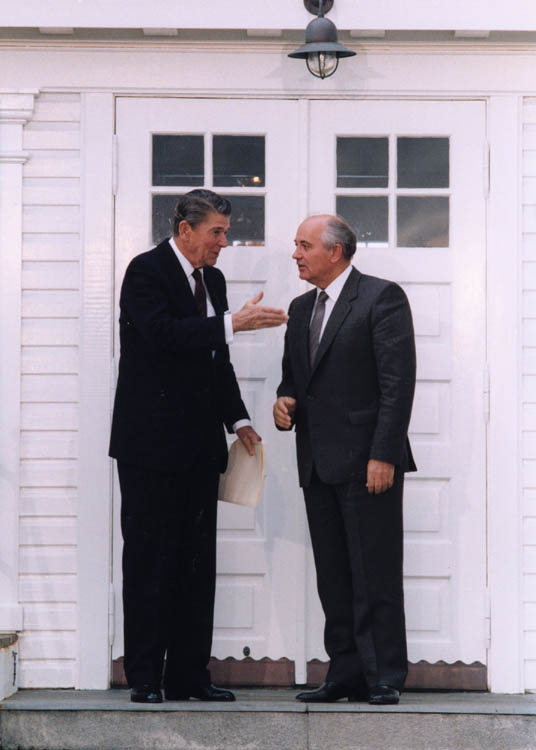
Reagan se encontrando com o líder soviético Mikhail Gorbachev.

A administração Reagan favorecia uma política agressiva nas relações internacionais, especialmente no Terceiro Mundo, onde ambas as superpotências lutavam para expandir suas áreas de influência. Após o término da Guerra do Vietnã, porém, os americanos passaram a questionar cada vez mais o uso de força militar em assuntos externos, bem como os custos financeiros, econômicos e sociais (baixas) gerados pelo envio de forças militares ao exterior. A administração Reagan buscou resolver este problema através do uso da estratégia - de relativo baixo custo - de apoiar movimentos anti-insurgência nos países a serem intervistos, ou de intervir em conflitos de baixa intensividade, ao invés de guerras em grande escala tais como a Guerra da Coreia ou a Guerra do Vietnã.
O Conflito Árabe-Palestino foi outro ímpeto para ação militar. Israel invadira o Líbano para tentar destruir a Organização para a Libertação da Palestina. Mas em 1982, com o Massacre de Sabra e Shatila, que provocou uma crise política em Israel e grande constrangimento internacional, forças militares americanas moveram-se em direção a Beirute, para encorajar a recuada das forças militares israelenses. Anteriormente, os americanos haviam apoiado a invasão do Líbano por parte do Israel, para manter a aliança existente entre Israel e os Estados Unidos, bem como para reduzir a influência da Síria, aliada dos soviéticos, no Líbano. Porém, a intervenção americana na Guerra Civil Libanesa teria consequências desastrosas. Em outubro de 1983, um atentado terrorista contra um quartel-militar americano em Beirute matou 241 soldados americanos. Logo após o incidente, os Estados Unidos removeram o restante de seus 1 600 soldados do Líbano.
Dois dias após o atentado contra o quartel-militar americano em Beirute, os Estados Unidos realizaram a Operação Fúria Urgente - a invasão de Granada. Em 19 de outubro, a pequena nação insular havia passado por um golpe de estado, realizado pelo primeiro-ministro Bernard Coard, um marxista-socialista que desejava fortalecer seus laços com Cuba, a União Soviética  e outros países comunistas. O pretexto da invasão de Granada por parte da administração Reagan foi fornecer proteção a 500 estudantes americanos e ocidentais do governo de Coard. O sucesso da Operação Fúria Urgente aumentou o moral da população americana após o atentado em Beirute, e desviou a atenção da mídia americana do último evento. Granada serviria como um modelo para a tática de intervenção em "conflitos de baixa intensidade". Os americanos posteriormente atacariam a Líbia, de maneira similar, quando descobriu-se que seu líder de facto, Coronel Moammar Qaddafi possuía conexões com o atentado a bomba de uma discoteca alemã, frequentada por muitos soldados americanos. Estes atentados resultaram em três fatalidades, dois dos quais foram soldados americanos.
A administração Reagan também forneceu fundos econômicos e armamento para os governos de El Salvador e Honduras, dois países onde as forças armadas possuíam grande influência; e em menor extensão, também na Guatemala, que foi governada por um ditador de direita, o General Efraín Ríos Montt, entre 1982 e 1983. Esta política de intervenção e apoio a governos controlados ou muito influenciados pelas forças armadas reverteu a política de relações internacionais de Jimmy Carter, de neutralidade. Carter chegou mesmo a condenar a Argentina e seu governo - controlada por uma junta militar - por abusos dos direitos humanos - e permitiu que a CIA colaborasse com a inteligência argentina, para o fundeamento do Contras. Uma das principais preocupações da administração Reagan foi a América Central, especialmente o El Salvador e a Nicarágua, onde a Revolução Sandinista conseguiu remover a família Somoza do poder. Os Somoza anteriormente governaram o país com apoio americano. Tanto o El Salvador quanto a Nicarágua foram historicamente dominadas por corporações multinacionais e por oligarquias latifundiárias, enquanto que a maior parte da população permanecia na pobreza. Como resultado, líderes predominantemente marxistas passaram a ter cada vez mais apoio da população em ambos os países.
Em 1982, a CIA, com o apoio da agência de inteligência nacional da Argentina, organizou e financiou uma organização paramilitar de direita na Nicarágua, conhecida como Contras. O seguimento de fundos secretos para esta organização paramilitar levou à descoberta do Caso Irã-Contras. Em 1985, Reagan autorizou a venda de armas no Irã em uma tentativa mal-sucedida em libertar reféns americanos no Líbano. Reagan posteriormente confessaria sua ignorância quanto aos seus subordinados, que estiveram desviando ilegamente os fundos que seriam destinados para o Contras, um problema pelo qual o Tenente-Coronel Oliver North, do Corpo de Fuzileiros Navais dos Estados Unidos, foi considerado o principal responsável.
No continente africano, a administração Reagan, com ajuda da África do Sul, também tentou derrubar os governos ditatoriais de Moçambique e de Angola - controladas respectivamente pelo FRELIMO e pela MPLA - que tinham grande apoio econômico e militar da Cuba e da União Soviética, durante as guerras civis destes países. A administração Reagan interveio ao lado de grupos insurgentes, como o RENAMO do Moçambique e a UNITA na Angola, fornecendo a estes grupos ajuda militar e humanitária.
No Afeganistão, Reagan também forneceu ajuda militar e humanitária aos mujahadden, que lutavam contra o governo soviético instalado no Afeganistão, fornecendo a estes guerrilheiros armamentos como mísseis antiaeronaves. A Arábia Saudita e o Paquistão, duas aliadas dos Estados Unidos, também forneceram aos rebeldes assistência significativa. O Secretário General soviético, Mikhail Gorbachev, primeiramente reduziu a presença soviética no Afeganistão, para eventualmente remover todas as tropas soviéticas do país, que sofreram grandes baixas devido aos guerrilheiros.
Reagan também expressou oposição para o regime comunista do Camboja - instalado com assistência do Vietnã - controlado por Heng Samrin, e posteriormente, Hun Sen, que haviam destruído o regime do Khmer Rouge após a invasão do Camboja por tropas vietnamitas. A administração Reagan forneceu ajuda militar e humanitária à Frente de Liberação Nacional Popular Khmer, bem como ao grupo insurgente Funcinpec. A administração Reagan também pressionou o reconhecimento do governo da Coalizão Governamental da Kampuchea Democrática, uma aliança rebelde tripartidária composta pelo KPNLF, pela Funcinpec e pelo Khmer Rouge, contra o governo do Camboja, apoiado pelo Vietnã. Reagan também suportou o presidente autocrático das Filipinas, Ferdinand Marcos, um ardente anticomunista. Em um debate presidencial patrocinado pelo League of Women Voters, Reagan explicou seu suporte ao regime de Marcos alegando que: "Eu sei que existem coisas nas Filipinas que não parecem bons para nós, do ponto de vista de direitos democráticos, mas qual é a alternativa? Lá, existe um grande movimento comunista", referindo-se aos grupos guerrilheiros de cunho comunista existentes nas Filipinas à época. Os americanos também dispunham de grande interesse estratégico militar nas Filipinas, sabendo que Marcos concordaria em permitir que os Estados Unidos instalassem bases navais no país. Marcos posteriormente seria derrubado pelo movimento primariamente pacífico, o movimento do "Poder do Povo", liderado por Corazon Aquino.
A administração Reagan adotou uma política agressiva contra a União Soviética primeiro termo de ofício, Reagan afirmou que a União Soviética era o "Império do Mal". Enquanto que Jimmy , após a intervenção soviética no Afeganistão, as tensões entre ambas as superpotências nos primeiros anos da década de 1980 subiram a níveis não vistos desde a Crise dos Mísseis de Cuba. Os Estados Unidos iniciaram o desenvolvimento de um sistema bilionário de defesa contra antimísseis nucleares, conhecido como Strategic Defense Initiative. Enquanto que a União Soviética aproveitara-se de grandes feitos antes mesmo que Reagan assumisse ofício em 1981, tais como a unificação de sua aliada socialista, o Vietnã, em 1976, e uma série de revoluções socialistas no Sudeste Asiático, América Latina e África, o crescente fortalecimento dos laços entre os soviéticos e o Terceiro Mundo apenas mascaravam sérias fraquezas. A economia soviética sofria de severos problemas estruturais. As reformas econômicas paralisaram entre 1964 e 1982, e a falta de produtos de consumo passou a tornar-se cada vez mais comum.
As relações entre os Estados Unidos e a União Soviética melhoraram drasticamente após a ascensão de Mikhail Gorbatchev ao poder. Após uma série de mortes de três líderes soviéticos - todos em idade avançada - desde 1982, o Politburo elegeu Gorbatchev como o novo líder do Partido Comunista da União Soviética, em 1985, marcando a ascensão de uma nova geração de liderança. Sob Gorbatchev, tecnocratas relativamente jovens e reformistas rapidamente consolidaram poder na União Soviética, e esta passou por um processo de liberalização política e econômica, e foi o responsável pela melhoria entre as relações entre os Estados Unidos e a União Soviética.
Gorbachev passou a voltar-se para a política de perestroika, em uma tentativa de aumentar a produção de produtos de consumo, que mostrou-se impossível, devido às exigências da Guerra Fria, com a corrida armamentista de um lado e o fornecimento de grande ajuda financeira e militar para aliados, que estes esperavam receber, do outro. Sob Gorbachev, o governo soviético crescentemente passou a aceitar os avisos da administração Reagan, de que a corrida armamentista americana geraria grandes problemas à economia soviética. O resultado disto foram crescentes concessões aos Estados Unidos por parte dos soviéticos, no cenário internacional, bem como programas de reestruturação econômica (a perestroika) e de democratização e transparência (glasnost), dentro do país, que eventualmente tornaram impossível para Gorbatchev continuar a governar a União Soviética de forma centralizada. Proponentes da política de Reagan, de agressividade contra os soviéticos e de aumentar o orçamento das forças armadas americanas, alegam desde então que a pressão gerada pelo aumento dos gastos por parte das forças armadas americanas foi uma das razões das reformas instituídas por Gorbachev, que eventualmente levariam ao colapso da União Soviética e ao fim da Guerra Fria.

## Administração George H. W. Bush
Nas eleições presidenciais americanas de 1988, o republicano George H. W. Bush, que fora Vice-Presidente de Reagan no segundo mandato, venceu, derrotando o candidato democrata Michael Dukakis, anteriormente governador do Estado americano de Massachusetts.

### A Guerra do Golfo

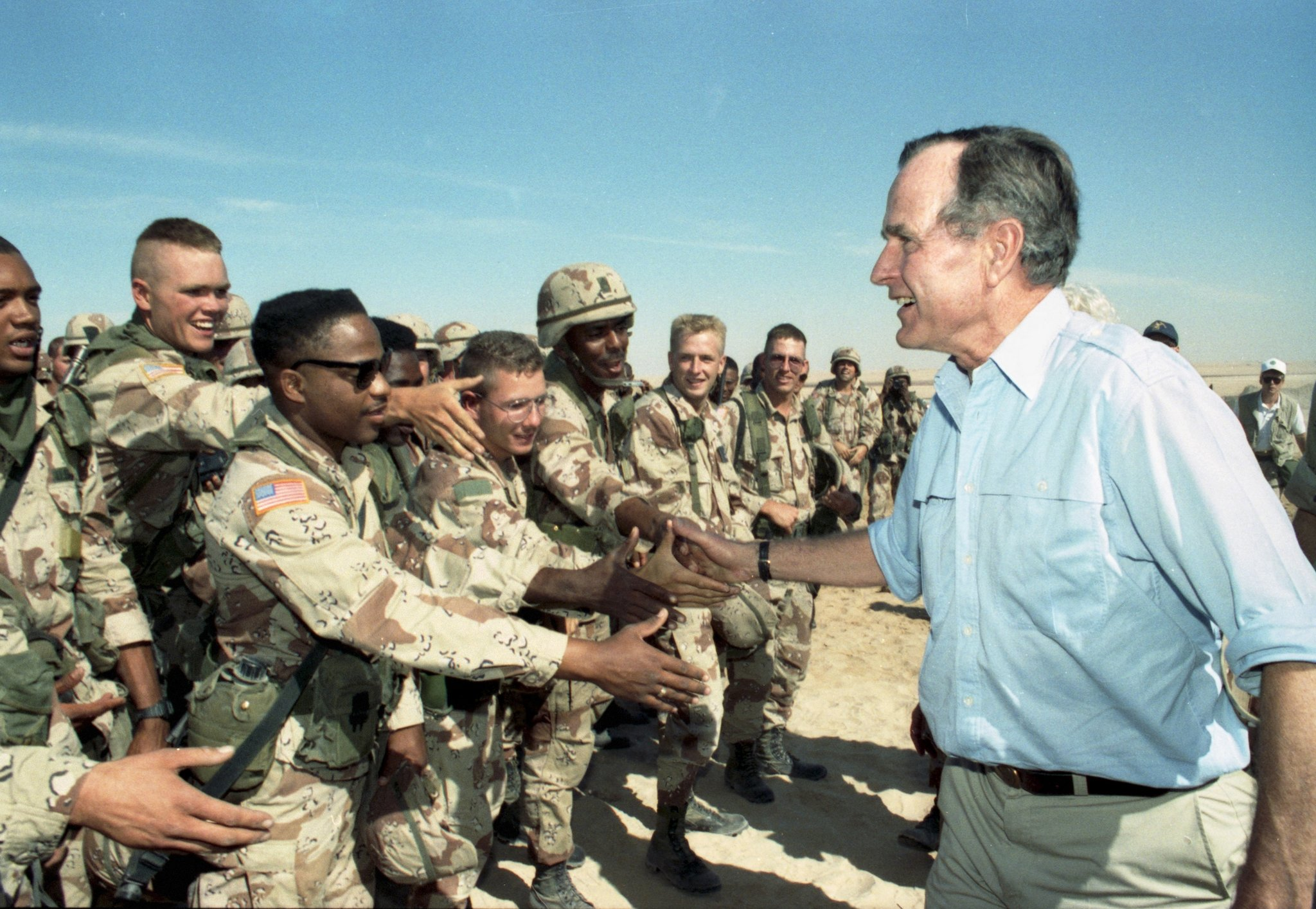
George H. W. Bush foi o 41º presidente dos Estados Unidos. Apesar da participação americana bem sucedida na Guerra do Golfo, sob sua liderança, a recessão econômica do final dos anos 1980 e começo dos anos 1990 acabou por arruinar suas chances de se reeleger em 1992.

A completa dependência do mundo industrializado pelo petróleo, do qual muito está localizado debaixo da superfície de países do Oriente Médio, tornou-se especialmente dolorosa aos Estados Unidos, após a Crise Energética de 1973, e, posteriormente, na Crise Energética de 1979. Embora os preços do petróleo cairiam para níveis pré-1973 ao longo da década de 1980, resultando no grande aumento do consumo do petróleo em nações consumidoras (especialmente os Estados Unidos, Japão, países europeus e o Canadá), as vastas reservas de petróleo existentes no Oriente Médio importância estratégica. No início da década de 1990, a política do petróleo ainda mostrava-se perigosa para todos os que preocupavam-se com os eventos da década de 1970.
Conflitos no Oriente Médio desencadearam uma nova crise internacional em 2 de agosto de 1990, quando o Iraque invadiu e tentou anexar o Kuwait, como uma décima nona província. Antes da invasão, o Iraque havia argumentado por anos ao Departamento de Estado dos Estados Unidos que o Kuwait ilegalmente fazia uso de reservas de petróleo em território iraquiano, e como precisava urgentemente dos fundos econômicos gerados pela extração e venda de petróleo, após o fim da Guerra Irã-Iraque, o Iraque ordenou que tropas militares movessem em direção à fronteira Iraque-Kuwait, criando grande alarme quanto à prospectiva de uma invasão. April Glaspie, o embaixador americano no Iraque, encontrou-se com Saddam, em um encontro de emergência, onde o Presidente iraquiano afirmou sua vontade de continuar com as discussões. O Iraque e o Kuwait então encontraram-se para uma sessão de negociações, que porém, falharam. Então, Saddam mandou que suas tropas invadissem o Kuwait.
Oficiais americanos passaram a temer então uma possível invasão da Arábia Saudita - um aliado americano desde a década de 1940 - por parte do Iraque. O mundo ocidental condenou a invasão como um ato de agressão; o Presidente americano George H. W. Bush comparou Saddam com Adolf Hitler, e declarou que se os Estados Unidos e a comunidade internacional não agissem, agressão miliar seria encorajada no resto do mundo.
Os Estados Unidos e o Reino Unido, dois dos cinco membros permanentes do Conselho de Segurança das Nações Unidas, convenceram o Conselho de Segurança a dar ao Iraque um tempo-limite, para que a última deixasse o Kuwait. O mundo ocidental estava determinado a não deixar com que o suprimento de petróleo do Kuwait caísse nas mãos de Saddam, temendo que isto causasse um grande impacto na economia mundial. O Iraque à época havia acumulado uma grande dívida externa, e estava tentando pagar as dívidas acumuladas durante a Guerra Irã-Iraque. Por causa disto, em resposta, Saddam, passou a pressionar outros países exportadores de petróleo a aumentar o preço e diminuir a produção do último. Os ocidentais, porém, lembravam-se muito bem dos efeitos muito desestabilizantes do embargo árabe das exportações de petróleo, na década de 1970.
Saddam ignorou o aviso de tempo-limite, e o Conselho de Segurança declarou guerra ao Iraque. A guerra iniciou-se em janeiro de 1991, com tropas americanas formando a maioria da coalizão de tropas que participaram na Guerra do Golfo. Quando as tropas iraquianas deixaram o Kuwait, em fevereiro do mesmo ano, o Iraque perdera cerca de 20 mil soldados. Enquanto isto, os americanos perderam 472 soldados.

### O fim da Guerra Fria
Durante a Guerra Fria, a divisão do mundo entre dois blocos rivais servira para legitimizar uma grande e difusa aliança dos Estados Unidos, não somente com os países-membros da OTAN, como também diversos países no Terceiro Mundo. Começando no final da década de 1980, porém, os regimes comunistas dos países do Pacto de Varsóvia começaram a entrar em colapso, em rápida sucessão. A queda do Muro de Berlim, em 1989, foi visto como um símbolo da queda dos governos comunistas na Europa Oriental. As relações entre os Estados Unidos e a União Soviética melhoraram drasticamente no final da década de 1980, como a assinatura do Tratado de Forças Nucleares de Média Distância, em 1987, e da remoção das tropas soviéticas do Afeganistão em 1987, bem como de forças cubanas em Angola, no mesmo ano.

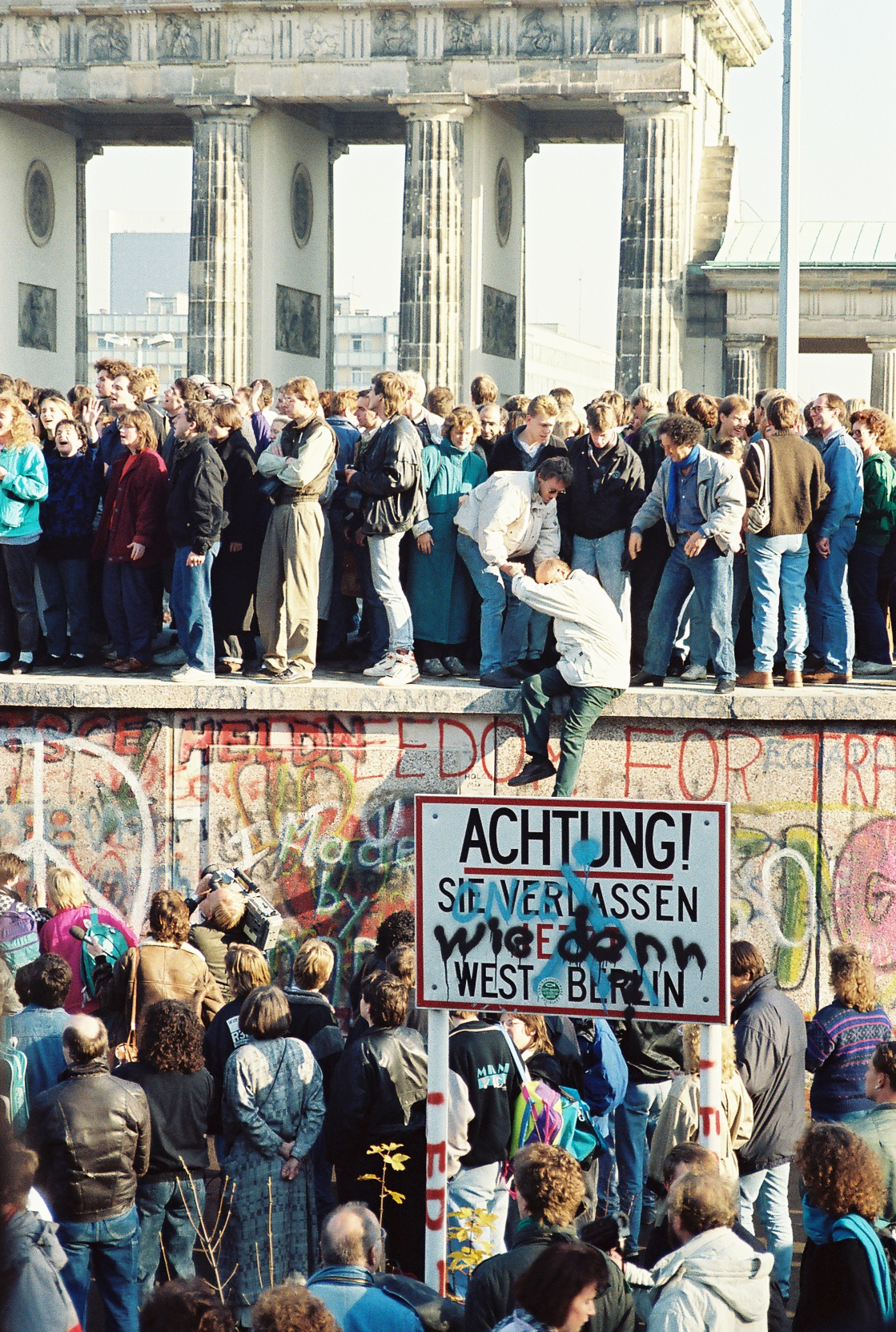
O muro de Berlim e o Portão de brandeburgo ao fundo em 9 de novembro de 1989.

Estes eventos removeram a necessidade de fornecer suporte para governos ditadoriais pró-Estados Unidos, tais como no Chile e na Coreia do Sul, que entraram em processo de democratização, com suporte americano, durante o mesmo período de democratização das nações do Pacto de Varsóvia. Alguns especialistas dizem que esta melhoria nas relações diplomáticas entre as duas grandes superpotências rivais da Guerra Fria deveriam levar a um dividendo de paz, onde os gastos americanos em suas forças armadas seriam drasticamente reduzidas. Porém, a proposta do dividendo de paz perdeu sua força com o início da Guerra do Golfo. Ao invés disto, o Presidente americano Bush afirmou a "emergência de uma nova ordem mundial, longe da ameaça de terror, mais forte no perseguimento de justiça, e mais seguro na busca pela paz. Uma era no qual as nações do mundo, leste e oeste, norte e sul, poderiam prosperar e viver em harmonia."
Agitação nacionalista nos Estados Bálticos por independência levaram primeiramente à declaração de independência por parte da Lituânia, logo seguida pela Estônia e pela Lituânia, em 1991. Em 26 de dezembro do mesmo ano, a União Soviética oficialmente entraria em colapso, fragmentando-se em 15 países diferentes. A Guerra Fria terminara, e o vácuo deixado pelo colapso de governos ditatoriais tais como na Somália ou na Iugoslávia revelaram ou reabriram tensões, escondidas por décadas de governo autoritário. Enquanto que o público americano, e mesmo o governo americano, estava relutante em envolver-se em conflitos localizados onde poucos ou nenhum interesse americano estava em jogo, estas crises serviram como a base da renovação das alianças militares ocidentais, enquanto que o comunismo estava tornando-se cada vez menos relevante. Por causa disto, o futuro Presidente americano Bill Clinton declararia em seu discurso de inauguração: "Hoje, à medida que uma velha ordem passa, o novo mundo é mais livre, mas menos estável. O colapso do comunismo trouxe velhas tensões e novos perigos. Claramente, os Estados Unidos devem continuar a liderar o mundo, como nós assim fizemos no passado."